# Karlevattnet
Karlevattnet är en sjö i Tanums kommun i Bohuslän och ingår i Örekilsälvens huvudavrinningsområde. Sjön är 6,3 meter djup, har en yta på 0,03 kvadratkilometer och är belägen 154,4 meter över havet.